# Borja Vilaseca
Borja Vilaseca (Barcelona, 4 de febrero de 1981) es un escritor y profesor español. Su obra escrita trata el desarrollo personal y el liderazgo.
Ha sido señalado por RedUNE (Red de Prevención Sectaria y del Abuso de Debilidad) como promotor de pseudociencias, incluyendo el eneagrama y la bioneuroemoción.

## Biografía

### Primeros años y estudios
Vilaseca nació en Barcelona el 4 de febrero de 1981. Aunque creció en el seno de una familia de abogados, decidió estudiar Humanidades, y más adelante Periodismo pero abandonó ambas carreras. A comienzos de la década de 2000 finalizó su primer libro, titulado Madura. En 2002 viajó a Nicaragua durante un mes como voluntario de una ONG, una experiencia que, según él, lo marcó.
En 2003 se licenció en Periodismo, aunque ya había tomado la decisión de iniciar una carrera como escritor. Un año después se trasladó a Madrid para cursar una maestría en periodismo, y en 2005 regresó a su ciudad natal para realizar prácticas en el diario El País, con el que estuvo vinculado hasta 2016 como columnista. Durante esa época empezó a interesarse por el eneagrama de la personalidad, un sistema de clasificación de la personalidad basado en nueve arquetipos. En 2008, mientras todavía colaboraba con El País, publicó el libro Encantado de conocerme.

### Década de 2010
En 2010 publicó un nuevo libro, titulado El Principito se pone la corbata, fruto de sus experiencias de viaje por la isla de Madagascar. Ese mismo año fundó Koerentia, una empresa consultora de cambio organizacional. En 2011 promovió el movimiento ciudadano La Akademia, con el objetivo de fomentar la educación emocional en los adolescentes, y publicó una nueva obra, de título El sinsentido común. En 2013 pronunció más de cien conferencias en España y a nivel internacional, incluyendo una gira por Colombia, y publicó Qué harías si no tuvieras miedo, seguido de El prozac de Séneca en 2014 (con el seudónimo Clay Newman).
En el año 2016 fundó el Borja Vilaseca Institute e inauguró su propio sello editorial, titulado Nuevo Paradigma, con el que empezó a publicar sus obras. El mismo año estrenó un nuevo libro como Clay Newman, titulado Ni felices ni para siempre. En 2017 empezó a impartir sus cursos de superación personal a través de las plataformas digitales y a participar en diferentes programas de televisión y radio, y un año después se vinculó con Terra, un proyecto de escuela consciente enfocado en el propósito de vida. Al finalizar la década, el Borja Vilaseca Institute ya contaba con sedes en España, Colombia y Argentina.

### Década de 2020 y actualidad
En el año 2020 Vilaseca fundó la comunidad educativa Kuestiona, y creó a través de su instituto diferentes maestrías. Un año después publicó a través de la editorial Vergara el libro Las casualidades no existen: espiritualidad para escépticos.

## Obras
- 2008 - Encantando de conocerme
- 2010 - El Principito se pone la corbata
- 2011 - El sinsentido común
- 2013 - Qué harías si no tuvieras miedo
- 2014 - El prozac de Séneca*
- 2016 - Ni felices ni para siempre*
- 2021 - Las casualidades no existen
- 2023 - Tú eres lo único que falta en tu vida
- 2024 - Ama tu soledad
- 2025 - Ser feliz es fácil

* Publicado con el pseudónimo Clay Newman.